# Mužilovčica
Mužilovčica is een plaats in de gemeente Sisak in de Kroatische provincie Sisak-Moslavina. De plaats telt 107 inwoners (2001).